# 屠龍小隊
屠龍小隊是香港基於2019年爆發反對修訂逃犯條例運動而成立的激進組織，被認為是勇武派中的武鬥派，其名稱主要為對應香港警務處名為「速龍小隊」的準軍事化防暴警察。
該組織因涉嫌與其他團體策劃在2019年12月8日民陣舉辦的港島區遊行期間放炸彈及殺警，被律政司首次引用聯合國反恐條例檢控。案件14名被告中8名認罪，另有1名被告經審訊後被定罪，「屠龍小隊」隊長黃振強及另一無名小隊隊長吳智鴻判刑最重，分別重囚13年半及23年10個月。

## 事件

### 2019年
2019年8月25日荃葵青遊行中，一眾示威者於荃灣二陂坊一帶破壞部份被指與曾經襲擊示威者的福建幫有關的商舖，其後示威者走到沙咀道及眾安街交界爆發激烈的警民衝突，數十名示威者以鐵通、雨傘、長棍追打數名警方衝鋒隊隊員，其後有警員以圓盾及警棍還擊，並向天開槍示警，為反對修訂逃犯條例運動警方第一次使用實彈。事後屠龍小隊承認於二陂坊破壞福建幫商舖及襲擊警員的示威者為屠龍小隊，是屠龍小隊第一次在反對修訂逃犯條例運動出現。
2019年12月8日國際人權日遊行前夕，由屠龍小隊成員管理的Telegram頻道「育龍」發佈消息，指「12.8 屠龍Online 正式啟服！」，暗示屠龍小隊會在遊行當日行動。其後於12月8日遊行開始前警方在港九多處搜獲一把半自動手槍、過百發子彈、匕首、伸縮棍、煙花爆竹等攻擊性武器，並拘捕多人，警方指被捕人士為屠龍小隊成員。
2019年12月20日，警方便衣探員於大埔跟蹤並拘捕一人，期間被捕少年曾对警員開槍袭击，事後在男疑犯身上及家中分別搜出半自動手槍及AR-15步槍，警方指被捕槍手為激進勇武派屠龍小隊成員，並原本打算在12月8日國際人權日遊行中擔任槍手的角色。

### 2020年
2020年1月17日，香港警方在沙田广源邨一单位检获一支P80型号半自动手枪及92发子弹，其中47发子弹分别已装上七个弹匣夹中，随时可发射；并拘捕一名居住在该单位的27岁维修技工。警方相信其是“屠龙小队”成员，其負責以郵遞方式將槍械零件寄至香港後重新裝嵌，並分發予槍手使用。该名涉案技工被控有一项无牌管有枪械或弹药罪，18日於香港沙田法院提堂。该名维修技工被指在被捕后招认管有手枪及子弹，并供称有其他人在逃，但辯方有意爭議有關供辭，並投訴曾遭警員毆打、恐嚇和誘使被告招認。辩方申請保釋，裁判官认为案情嚴重，驳回保释申请。
2020年4月21日，一名疑為屠龍小隊成員的20歲大專生，由於涉嫌在家中以電路版製作炸彈而被香港警方拘捕。
港版國安法生效後，2020年8月23日，4名屠龍小隊成員與包括李宇軒在內共12名人士在西貢布袋澳乘快艇出發，準備前往台灣，被中國海警截獲並拘留。

### 2021年
部分自稱為流亡台灣的屠龍小隊成員，於當地開設網店「R.S. International」，2021年2月3日，於台中逢甲夜市開設茶餐廳，主打港式食品。

## 案件審訊
2024年4月23日，「屠龍小隊案」正式開審，香港律政司首次引用《聯合國（反恐怖主義措施）條例》（香港法例第575章），交由陪審團，而非指定法官作裁決。各被告分別被控「串謀謀殺罪」、「非法管有槍械彈藥罪」、「製造爆炸品罪」等嚴重控罪，最高刑罰為終身監禁。
2024年8月29日，七名不認罪被告張俊富、張銘裕、嚴文謙、李家田、賴振邦、許湛榮及劉佩凝（其中首四名被告被指控為屠龍小隊成員）中，六名獲陪審團裁定所有控罪不成立，僅賴振邦被裁定交替控罪 「串謀導致相當可能會危害生命或對財產造成嚴重損害的爆炸」成立，「串謀謀殺」罪及反恐條例下「串謀犯對訂明標的之爆炸」罪則罪名不成立。
對於裁決結果，多名建制派人士表示錯愕和意外，認為裁決有待商榷，律政司稱會研究相關資料，決定是否需要上訴。行政會議成員，大律師湯家驊指，據他觀察陪審團裁決較難排除個人感情，故他會選擇「相信法官多於相信陪審團」。他相信如不幸再有類似案件出現，以《條例》檢控，採用「三官會審」的機會較高。香港警察隊員佐級協會主席林志偉表示，不少警員都對裁決感到意外，但尊重裁決。林志偉擔心，裁決會令香港市民，特別是年輕人，有「即使有危害社會安全的行為和充分的證據，也未必會受到一些刑事責任」的錯覺。政協委員陳子遷認為「屠龍小隊案」案性質十分嚴重，涉及真槍實彈和炸藥，可造成巨大傷亡；控方提出大量證據，達到「合理定罪」的標準，仍能輕易脫罪，香港市民的人身和財產安全無法得到實際保障。因此，他認為「屠龍案」陪審團的裁決是否合適值得商榷，律政司應積極研究提出上訴，審視主控官的建議以及法官帶引陪審團的指示，確保裁決公平公正，以彰顯法治公義。
同屬建制派的香港基本法澳門基本法研究會會員施漢銘則於明報發表評論文章指陪審團制度可以防止行政和司法人員權力過分集中，有助保障人民的權利和自由。雖然案件結果出乎部分人意料，但仍是基於證據和法律框架的合理判斷，指我們應該尊重陪審團制度。他又指案件部分被告早已認罪，不是部份人所想的大部分被告脫罪的司法奇觀，反而展現香港司法制度於極端情況下的堅韌和公正。美國喬治城大學亞洲法中心研究員黎恩灝亦指陪審團對香港司法制度有重要和深遠意義，不但於司法制度引入來自不同社會背景的市民的日常生活經驗，亦能培養公民質素；他又認為保留陪審團制度是國際人權標準的一部分，反駁有建制派人士以愛爾蘭特別刑事法庭質疑香港陪審團制度，指愛爾蘭的安排多次被聯合國人權理事會和其他人權組織批評剝奪被告公平審訊權利。
2024年11月14日，7名被告在高等法院判刑，首被告、「屠龍小隊」队长黄振强早前承认一项串谋犯对订明标的之爆炸罪及一项串谋提供或筹集财产以作出恐怖主义行为罪，总刑期监禁13年6个月。另一主脑吴智鸿承认一项串谋犯对订明标的之爆炸罪及一项意图危害生命而管有枪械及弹药罪，总刑期监禁23年10个月。案中「枪手」苏纬轩承认串谋谋杀、意图危害生命而管有枪械及弹药及使用枪械及弹药意图抗拒或阻止合法逮捕，三罪总刑期监禁12年。其余被告彭军壕、蔡凯明及陈玉龙，分别承认一至两项罪名，分别判监10年、5年10个月和9年。另一名经审讯后裁定串谋爆炸罪罪成的被告赖振邦，判囚10年10个月。
就「屠龍小隊」判決，保安局局長鄧炳強表示，罪犯以殺害警察製造社會恐慌、顛覆政府為目標，計劃用真槍炸藥實踐政治目的，而不顧他人死活。若非警方及時瓦解，定必造成大量死傷，後果不堪設想。案件警示對國家安全的威脅絕對不能掉以輕心，也説明香港有法必依，違法必究。李桂華表示，警方會竭盡所能，繼續阻止及調查這類極端、暴力、恐怖組織在香港運作。

## 隊員
屠龍小隊的前身為通訊軟件Telegram中反對修訂逃犯條例運動示威者的「荃灣示威群組」。群組中部份成員歷經荃灣二陂坊針對黑幫三合會的復仇行動後，正式成立「屠龍小隊」，意指連警方的速龍小隊都可擊敗，並決定「精英化」，即把當中經常遲到缺席、較瘦弱及女性成員「勸退」，隊員人數由最初的30多人減員至10人左右。2024年，「屠龍小隊」案正式開審，小隊中各人的資料及角色亦隨之而曝光。
- 黃振強（20歲）：屠龍小隊隊長，為小隊中年紀較大者，因其曾拿取五萬元積蓄補貼隊內開支，故被眾人推舉成為小隊隊長。個性嗜賭，案件開審後被指曾挪用眾籌款項作賭博及嫖妓用途，並輸掉數十萬。另外，黃振強與另一勇武派組織「閃燈小隊」女隊長「Kristy」存在曖昧男女關係。

- 張俊富（23歲）：香港公開大學三年級學生，在2019年12月8日「國際人權日大遊行」中被搜出手槍、實彈，被控串謀有意圖傷人罪、無牌管有槍械及彈藥罪、兩項管有攻擊性武器罪，並涉及2019年12月9日華仁書院土製炸彈案。

- 張銘裕（21歲）：報稱無業，「屠龍小隊」成員，在2019年12月8日「國際人權日大遊行」中被搜出手槍、實彈，被控串謀有意圖傷人罪、無牌管有槍械及彈藥罪、兩項管有攻擊性武器罪，並涉及2019年12月9日華仁書院土製炸彈案。

- 嚴文謙（21歲）：報稱香港專業教育學院（IVE）學生，「屠龍小隊」成員，在2019年12月8日「國際人權日大遊行」中被搜出手槍、實彈，被控串謀有意圖傷人罪、無牌管有槍械及彈藥罪、兩項管有攻擊性武器罪，並涉及2019年12月9日華仁書院土製炸彈案。

- 郭子麟（19歲）：香港大學工程學院一年級學生，「屠龍小隊」成員，葡萄牙公民，被控2019年11月18日參與彌敦道近窩打老道暴動（香港理工大學衝突），被控暴動罪、管有工具可作非法用途罪、管有攻擊性武器罪。

- 蘇緯軒（18歲）：綽號「軍火佬」，洋名「David」，報稱補習教師，其在隊內角色為「12.8行動」的槍手，負責用AR-15半自動步槍在大廈高處位置射殺警員。同年12月20日，蘇緯軒在大埔翠屏花園被警員截停盤問，其間，他使用一支藏於身上的P80半自動手槍向警員射擊拒捕，及後被警員制服並當場拘捕，其女友鍾雪瑩為港獨派政黨本土民主前線成員，事發時成功逃脫，及後被緝拿歸案。另外，蘇亦曾涉及2018年一宗與槍械有關的串謀謀殺案。

- 林銘皓：綽號「阿Kan」，小隊軍師，負責出謀獻策。

- 李家田：中菲混血兒